# Фавтье, Робер
Робер Фавтье (фр. Robert Fawtier; 23 августа 1885, Аннаба, Алжир — 21 января 1966, Париж, Франция) — французский историк-медиевист, источниковед, библиотекарь
. Член Академии надписей и изящной словесности (с 1946), член итальянской Национальной академии деи Линчеи (с 1951), член Исторического общества Франции (с 1939). Профессор университетов Каира (1926—1928), Бордо (1928—1949), Парижа (1949—1958).

## Биография
Родился в семье чиновника французской колониальной администрации в Алжире. Учился в средней школе Пуанкаре в Нанси. В 1909 году окончил историко-географический учительский колледж, продолжил обучение в Практической школе высших исследований в Париже. Отслужил в армии, стал сотрудником Французской школы Рима — научно-исследовательского института французской истории, археологии и социальных наук при Академии надписей и изящной словесности.
Участник Первой мировой войны. Добровольцем служил в пехоте. Несколько раз отличился в сражениях, закончил войну в звании второго лейтенанта. Был награждён кавалерским орденом Почётного легиона.
После окончания войны отправился в Англию, где занял должность библиотекаря Библиотеки Джона Райландса в Манчестере, позже стал профессором Манчестерского университета. В 1926—1928 годах — профессор Каирского университета. Вернувшись во Францию, читал лекции в университете Бордо.
Во время Второй мировой войны Р. Фавтье присоединился к движению сопротивления. Несколько раз был арестован, затем отправлен в концлагерь Маутхаузен. Освобождён из лагеря в мае 1945 года.
С 1948 по 1958 год — профессор Сорбонны.

## Научная деятельность
Р. Фавтье — один из крупнейших французских историков-медиевистов.
В своих исторических работах рассматривал политическую историю средневековой Франции в тесной взаимосвязи с развитием социальных явлений. Инициатор создания и один из главных редакторов и авторов коллективного труда «История французских средневековых учреждений» («Histoire des institutions françaises au moyen âge», v. 1-3, P., 1957—1962). Значительное место в исследованиях Фавтье занимают публикации источников по истории Франции конца XIII — начала XIV веков и источниковедческие работы.

## Избранная библиография
- Sainte Catherine de Sienne, V. 1-2, P., 1921—1930;
- Comptes du Tresor (1296, 1316, 1384, 1477), P., 1930;
- L’Europe occidentale de 1270 a 1380, P., 1940;
- Les Capetiens etia France, P., 1942;

- Капетинги и Франция : Роль династии в создании государства = Les Capetiens et la France : leur role dans sa construction : Paris: PUF, 1942 : [пер. с фр.] / Цыбулько Г. Ф. ; отв. ред. Шишкин В. В. — СПб. : Евразия, 2001. — 320 с. — (Clio). — 3000 экз. — ISBN 5-8071-0071-9.

- Comptes royaux (1285—1328), т. 1-4, P., 1953—1961;
- Registres du Tresor des chartes (1285—1328), т. 1-2, P., 1958—1966;

## Награды
- Кавалер ордена Почётного легиона (1921)
- Офицер ордена Почётного легиона (1949)
- Военный крест 1914—1918
- Военный крест 1939—1945
- Медаль Сопротивления
- Доктор honoris causa (1956, 1959)